# Pheidole foreli
Pheidole foreli är en myrart som beskrevs av Mayr 1901. Pheidole foreli ingår i släktet Pheidole och familjen myror.

## Underarter
Arten delas in i följande underarter:
- P. f. foreli
- P. f. pubens